# 蔡世昌
蔡世昌（琉球語：／  ?；約1737年—1798年），和名高島親方汝顯（琉球語：〔〕／ ），琉球國第二尚氏王朝時期的政治家。他曾對琉球的官生制度進行改革。
蔡世昌出生在久米村，蔡氏的第十三世後人，是三司官蔡溫的親戚。祖父為紫金大夫蔡文河，父親為正議大夫蔡光宗。
1758年被琉球王府選為官生，送往清朝進修。在臨行之際，蔡溫叮囑他不要專於詞章之學，建議學習治國平天下之道。蔡世昌聽從了蔡溫的建議，在留學於北京國子監期間側重於學習治國興邦之道。其師傅潘相也因材施教，引導蔡世昌學習韓愈等大家的文章，使其經文並重。蔡世昌不僅精通治國之道，其詞章也受到潘相的讚賞，成為了有史以來成績最優秀的官生。1762年學成歸國之際，潘相贈送給蔡世昌一副對聯「人在海邦推俊傑、學從京國問淵源」以勉勵他。
此後，蔡世昌數次作為進貢使出使清朝，並且參加了《琉球科律》的編纂。1782年，因功進紫金大夫之職，授予高島親方的稱號。
1794年尚溫王即位，蔡世昌被任命為國師。當時琉球沒有自己的國學，而且官生的四個名額都被久米村出生的士族所壟斷，因此琉球士族的教育水平是很低的。蔡世昌執政之後，提出了在首里城中設立國學和鄉學的構想，以及廢除久米村人壟斷官生名額的制度。
然而蔡世昌的主張受到了自己故鄉久米村村民的強烈反對。久米村人聯名上書王府，表示反對改革，但被蔡世昌拒絕了。蔡世昌被視為久米村的叛徒，遭到了久米村人的敵視，不久久米村人發動暴亂聲討其罪行。蔡世昌在久米村的住宅中遭到襲擊，人們向他的住宅投擲石塊以示抗議，自身和家族成員的安全都受到了威脅。這次事件發生於1798年8月，被稱為官生騷動，事後相關的久米村人士遭到了清洗。為此蔡世昌十分痛心，病倒於家中。同年9月，尚溫王根據蔡世昌的建議開設了國學，並任命他為第一代國學大師匠。但是他在開學之前就病逝了。
尚溫王又根據其建議，廢除了久米村人壟斷官生名額的制度，規定官生之中必須有兩名是首里人。1802年，琉球第一次向清朝派遣首里城出身的官生。